# Reykjavík 871±2
 (décembre 2022).
Si vous disposez d'ouvrages ou d'articles de référence ou si vous connaissez des sites web de qualité traitant du thème abordé ici, merci de compléter l'article en donnant les références utiles à sa vérifiabilité et en les liant à la section « Notes et références ».
Reykjavík 871±2 est une exposition d'Islande située à Reykjavik. Intégrée au musée de la ferme d'Árbær situé à l'extérieur du centre-ville, elle présente des éléments archéologiques datant de l'époque viking. Elle est installée sur les lieux d'une fouille d'un habitat viking daté de 871 environ avec une incertitude de deux ans, date qui a donné son nom à l'exposition, dans le centre de la capitale et présente également d'autres objets découverts dans le reste de la ville.

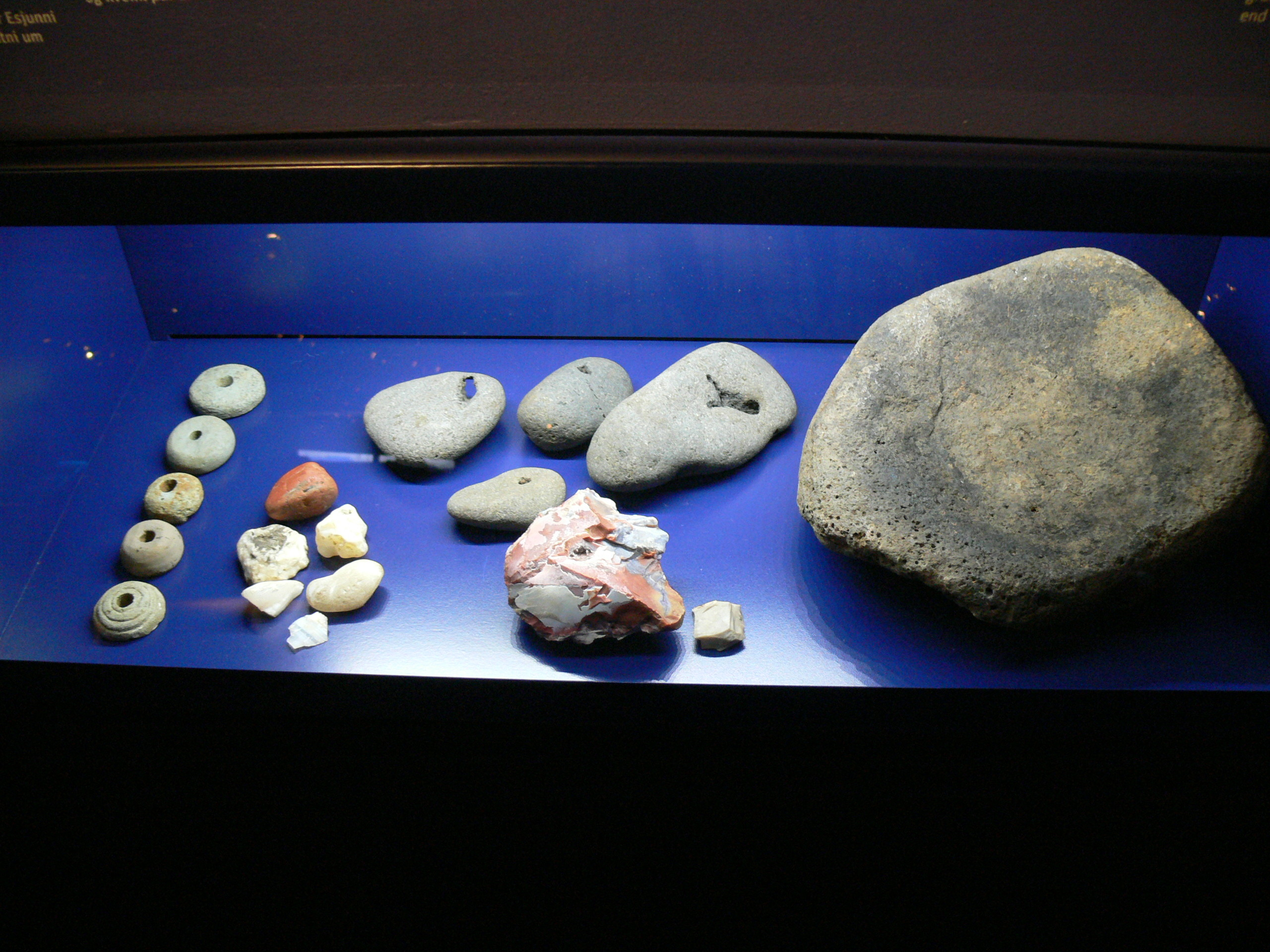
Outils en pierre présentés dans une vitrine.